# Cappella Madonna dell'Orto
Cappella Madonna dell'Orto, även benämnt Madonna dell'Orto a Porta Tiburtina, är ett kapell i Rom, helgat åt Jungfru Maria. Kapellet är beläget vid Viale di Porta Tiburtina i quartiere Tiburtino och tillhör församlingen Santa Maria Immacolata e San Giovanni Berchmans. Kapellet är beläget i närheten av Porta Tiburtina, uppförd år 5 f.Kr.

## Historia
Kapellet stod klart år 1909 och tillhör Figlie di Maria Santissima dell'Orto, en kongregation, grundad av Antonio Maria Gianelli (1789–1846; helgonförklarad 1951) år 1829. Systrarna avlägger löftena kyskhet, fattigdom och lydnad och ägnar sig bland annat åt undervisning av barn och unga samt vård av sjuka och gamla.